# Reversed Field eXperiment

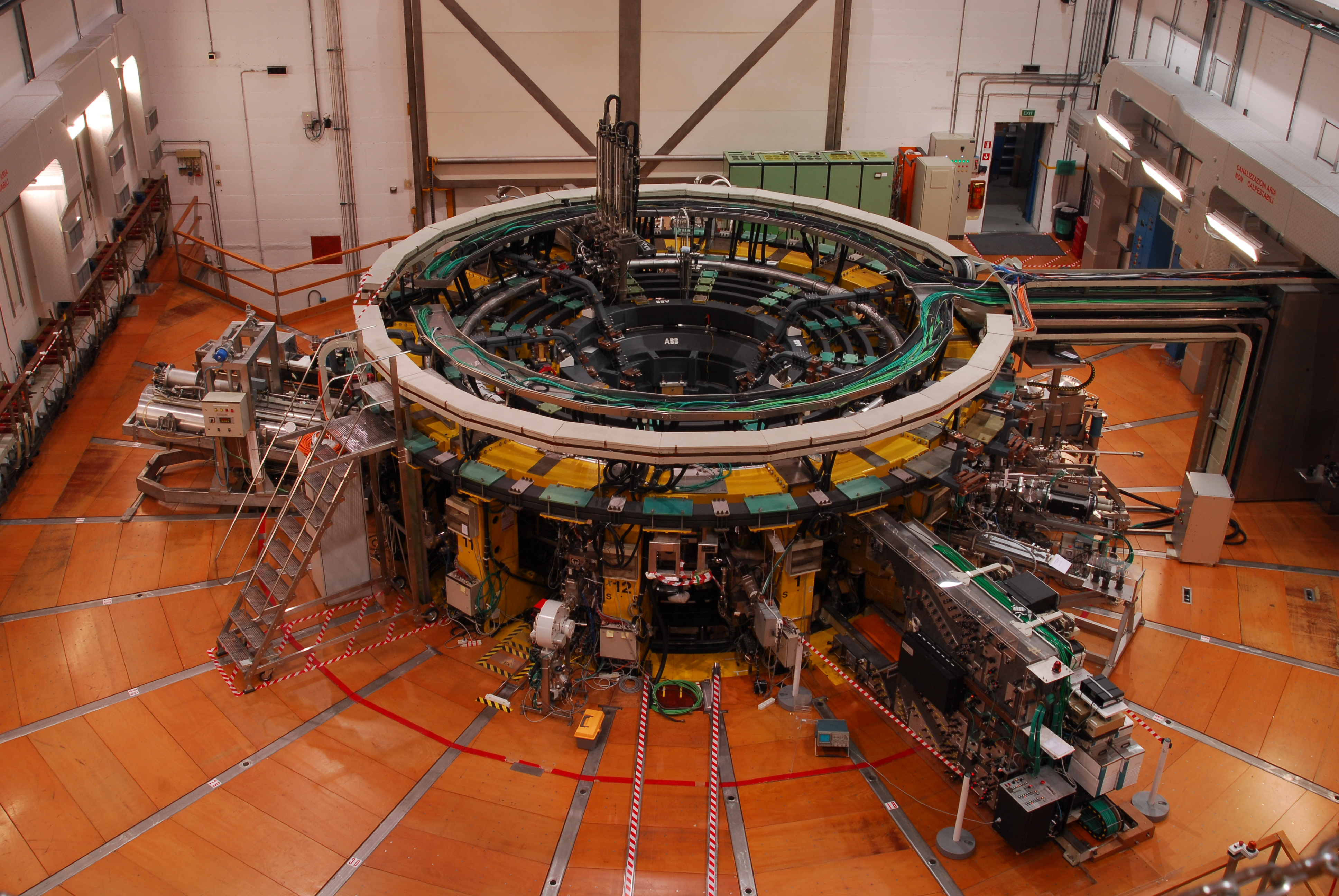
Vista della sala macchina dell'esperimento RFX (febbraio 2007).

Reversed Field eXperiment (RFX) è il più grande esperimento al mondo per lo studio del confinamento dei plasmi da fusione nucleare controllata in configurazione reversed field pinch (RFP).
L'esperimento, situato a Padova nei laboratori del Consorzio RFX presso l'Area di Ricerca del Consiglio Nazionale delle Ricerche (CNR), ha raggiunto la corrente di plasma più alta in assoluto, 2 MA (due milioni di ampere) ed è dotato di uno dei più avanzati sistemi di controllo della stabilità del plasma mai realizzati per un esperimento di fusione termonucleare controllata a confinamento magnetico.

## Storia
Le ricerche sui gas ionizzati o plasmi iniziarono a Padova a cavallo tra gli anni 1958 e 1959, in seguito all'interesse suscitato dalla conferenza di Ginevra "Atomi per la pace", presso l'Istituto di Elettrotecnica della Facoltà di Ingegneria (allora diretto dal prof. Giovanni Someda), con il sostegno e la collaborazione dell'Istituto di Fisica (allora diretto dal professor Antonio Rostagni). Si formò così il "Gruppo di Padova per ricerche sulla fusione", di cui furono fondatori i professori Giorgio Rostagni (figlio di Antonio) e Gaetano Malesani. I primi esperimenti riguardavano scariche elettriche in tubi rettilinei, in gas a bassa pressione, prodotte fra due elettrodi posti alle estremità del tubo (una evoluzione dei tubi di Crookes). Su tali scariche si effettuarono le prime osservazioni e misure, come la misura del rapporto {\displaystyle E/p} (campo elettrico diviso per la pressione) necessario per ionizzare un plasma di idrogeno. Tra i primi studi vi erano anche dei prototipi di sorgenti di ioni a filamento, sempre realizzati su dispositivi rettilinei con catodo caldo e anodo raffreddato ad acqua.
Gli studi con macchine toroidali (cioè, a forma di ciambella) vennero invece avviati nei primi anni '70 nel quadro del primo contratto di associazione fra EURATOM e CNR, che si formalizzò nell'istituzione del Centro di Studi sui Gas Ionizzati (1971), diretto da Gaetano Malesani. Il Centro divenne in seguito Istituto Gas Ionizzati (IGI) nel 1983. Al gruppo di Padova venne così affidato il progetto ETA-BETA I, attivo dal 1974 al 1978, e dedicato a una configurazione alternativa al Tokamak, nota come reversed field pinch (RFP). Al progetto venne riconosciuto il livello prioritario nell'ambito del programma europeo sulla fusione, il che comportava un finanziamento al 45% da parte della Comunità europea.

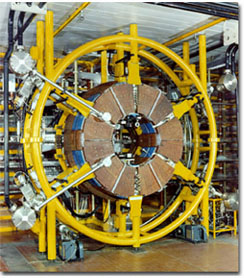
Immagine dell'esperimento ETA-BETA II (1979-1989)

Ma fu l'esperimento ETA-BETA II (1979-1989, ora trasferito al Museo della Tecnica Elettrica di Pavia) a ottenere in modo stazionario la configurazione RFP, riproducendo la cosiddetta "fase quiescente" che venti anni prima era stata osservata nella macchina inglese ZETA. Questo risultato rese interessante la configurazione RFP nell'ambito della ricerca sulla fusione, dando l'impulso per la realizzazione di altre macchine simili e di dimensioni maggiori, fra cui il Madison Symmetric Torus (MST) a Madison (Wisconsin). Si consolidò quindi la convinzione che una significativa indagine sulle prospettive del RFP come reattore a fusione dovesse svolgersi con esperimenti in una macchina molto più grande e a livelli di corrente di plasma maggiori di quelli ottenuti su ETA-BETA I ed ETA-BETA II. Il progetto RFX venne quindi inizialmente proposto a Culham, nell'Oxfordshire (lo stesso sito del Joint European Torus - JET), e affidato al gruppo di Padova, ormai diventato Istituto Gas Ionizzati (IGI) del CNR, nel 1984, a seguito di un taglio di finanziamenti dell'allora governo di Margaret Thatcher. Dopo una fase costruttiva terminata nel 1991, il primo plasma in RFX è stato ottenuto il 21 novembre 1991. I primi plasmi di tipo RFP sono stati ottenuti nell'estate 1992. A seguito dell'aumento dell'impegno finanziario e organizzativo relativo alla gestione di RFX, nel 1996 fu costituito un ente di natura privata, noto come Consorzio RFX, in cui i primi soci furono l'ENEA, il CNR, l'Università di Padova e le Acciaierie venete S.p.A..
La realtà del Consorzio RFX dal 2006 non riguarda solo la gestione e lo sviluppo della macchina RFX, ma anche la realizzazione, in collaborazione con alcuni altri laboratori europei e giapponesi, di un iniettore di particelle neutre per il riscaldamento del plasma di ITER, il proto-reattore sperimentale in costruzione a Cadarache, nel sud della Francia. A seguito di questo nuovo progetto, nel Consorzio è confluito come socio anche l'Istituto nazionale di fisica nucleare (INFN).

## Parametri tecnici
RFX è stata costruita fra il 1985 e il 1991, e poi è stata modificata fra il 1999 e il 2004, e dal 2015 vive una fase di seconde modifiche, all'interno del progetto MIAIVO. RFX è la prima macchina di grandi dimensioni, di tipo RFP, che raggiunge correnti di plasma di 2 MA e le sostiene per circa mezzo secondo. La tabella che segue mette in evidenza le principali caratteristiche tecniche:
| Materiale del nucleo del trasformatore:                   | aria                 |
| Materiale della camera da vuoto:                          | Inconel              |
| Materiale della prima parete (2016 mattonelle):           | grafite              |
| Materiale della scocca (3 mm):                            | rame                 |
| Materiale conduttore delle bobine:                        | rame                 |
| Materiale isolante delle bobine:                          | vetroresina e kapton |
| Raggio maggiore del toro, {\displaystyle R_{0}}:          | 2 m                  |
| Raggio minore del toro, {\displaystyle a}:                | 0,459 m              |
| Volume delle camera, {\displaystyle 2\pi R_{0}\pi a^{2}}: | 8,31 m3              |
| Massima corrente di plasma:                               | 2 MA                 |
| Massimo campo magnetico toroidale:                        | 0,7 T                |
| Energia induttiva immagazzinata:                          | 72,5 MJ              |
| Livello di vuoto nella camera:                            | 10−12 bar (10−9 hPa) |

La tabella mostra le principali componenti di RFX, che sono:
- il sistema di contenimento del plasma, cioè la cosiddetta "camera da vuoto", che contiene materialmente il gas che poi viene ionizzato: la camera da vuoto è costantemente pompata da un sistema di pompe da vuoto che garantiscono un livello di alto vuoto;
- la prima parete, cioè la superficie interna della camera da vuoto immediatamente a contatto con il plasma: essa è interamente ricoperta da un sistema di 2016 mattonelle in grafite, che resistono a temperature fino a 3000 °C;
- la scocca, che è una "guaina" in rame che avvolge quasi completamente la superficie esterna della camera da vuoto: la scocca, grazie alla buona conducibilità elettrica del rame, garantisce la stabilità magnetoidrodinamica del plasma per tempi dell'ordine di 50 ms;
- il sistema magnetico, cioè le bobine che servono rispettivamente per indurre la corrente di plasma e produrre il campo magnetico toroidale (con lo stesso principio del Tokamak).

La principale caratteristica di RFX, che lo distingue nettamente dai Tokamak, è la possibilità di indurre nell'anello di plasma una corrente estremamente elevata, fino a 2 MA; questo, combinato con una tensione applicata sul giro toroidale di 20 Volt, determina una impressionante potenza dissipata di {\displaystyle 2\times 20=40} megawatt: non c'è bisogno quindi di nessun altro sistema di riscaldamento, come invece è tipico del Tokamak.
Nel periodo 2001-2004, RFX è stato modificato (RFX-mod) per introdurre il sistema di controllo attivo (feedback) sui tempi superiori ai 50 ms caratteristici della scocca. Questo sistema, installato finora solo su RFX e sul piccolo RFP svedese EXTRAP T2R, è di rilevanza per i Tokamak, e sarà fondamentale anche per ITER: infatti, ITER avrà bisogno di un sistema di controllo attivo per garantire la stabilità magnetoidrodinamica del plasma sui tempi lunghi (quasi un'ora!) previsti per le scariche di ITER.

## Il sistema di controllo attivo

### Tecnologia del controllo attivo

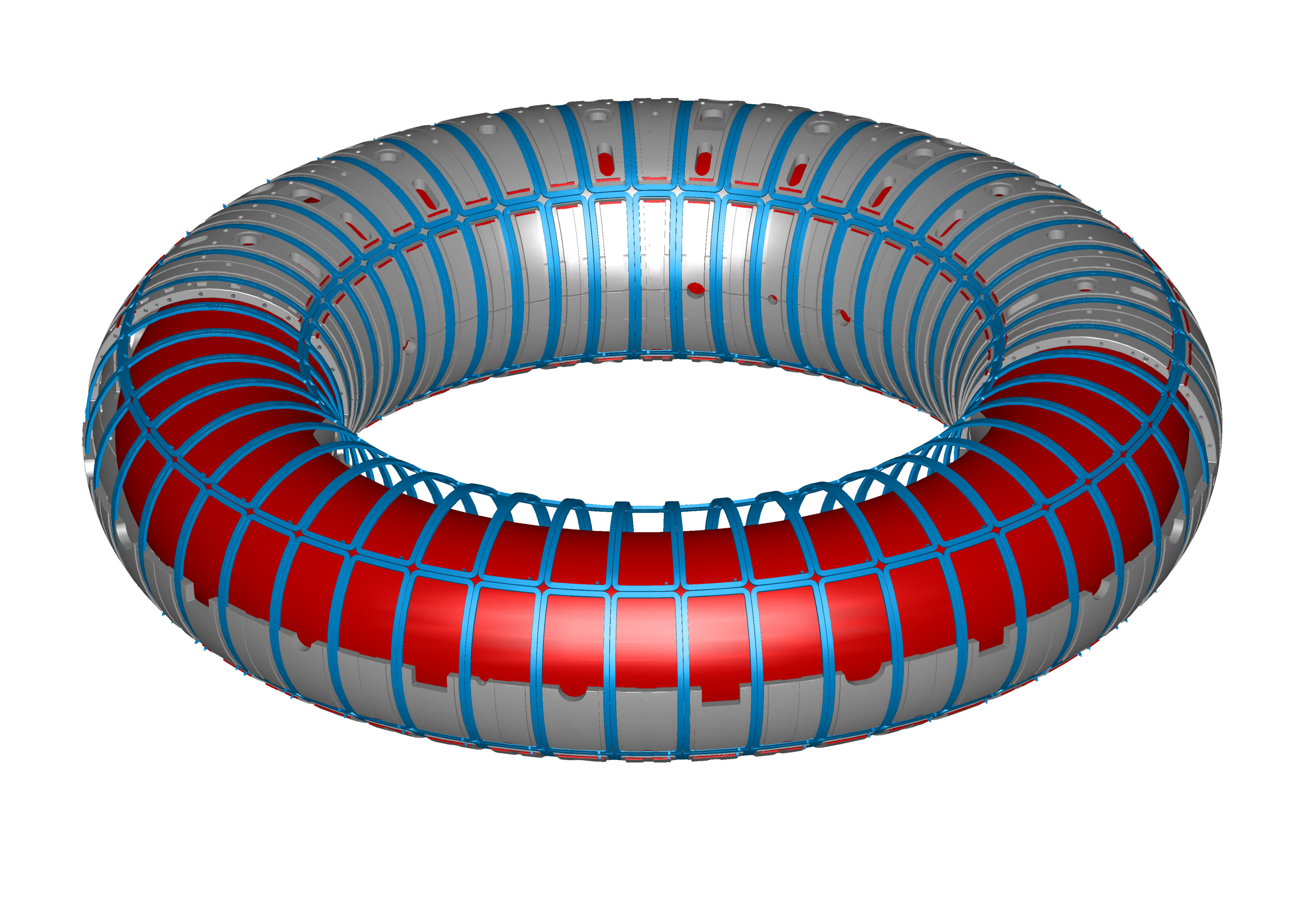
Figura 1: Il sistema di controllo attivo nell'esperimento RFX-mod 2: le bobine attive, 192 in totale e fatte a forma di sella, sono indicate in blu nella figura. In grigio è rappresentata la camera da vuoto toroidale, e in rosso è rappresentato il plasma.

Come anticipato, un fondamentale passo in avanti nella comprensione e nello sviluppo della configurazione RFP è stata la realizzazione in RFX-mod di un sistema di controllo attivo delle principali instabilità magnetoidrodinamiche, come parte del programma per ottenere un plasma meno turbolento. A questo scopo, RFX-mod è stato dotato di un apparato di 192 bobine a sella, disposte su 4 file poloidali, per un totale di 48 posizioni toroidali: questa configurazione, che copre totalmente la superficie esterna del toro, è giustamente considerato il sistema più avanzato al mondo di controllo attivo in un esperimento da fusione. Ogni bobina è alimentata e controllata in modo indipendente. Queste bobine non sono da confondersi con le bobine usate nel sistema magnetico, cioè quelle usate per creare la corrente di plasma e il campo magnetico toroidale di equilibrio: le bobine a sella (mostrate in Figura 1) sono usate per creare un campo magnetico radiale {\displaystyle B_{r}}, ortogonale sia al campo poloidale {\displaystyle B_{\theta }}, sia a quello toroidale {\displaystyle B_{\phi }}.
L'idea principale del controllo attivo è che le instabilità, che tipicamente hanno la forma di un'elica che si avvolge all'interno del toro, producono un piccolo campo magnetico radiale {\displaystyle B_{r}}, che può essere misurato. La grandezza tipica delle instabilità è di qualche mT, quindi dal 4 al 10% del campo magnetico principale (cioè, il campo magnetico di equilibrio). Se varie eliche si sommano, come quando si bloccano in fase, questo campo magnetico può essere anche cospicuo: è come se ci fosse un "buco" nella camera d'aria di una bicicletta, che determina la fuoriuscita di aria. Ma se è possibile misurare un campo magnetico, è anche possibile agire dall'esterno, in modo da cancellare localmente il campo magnetico radiale dovuto alle eliche, mettendo quindi una "toppa" magnetica alla ciambella di plasma. Questo è più o meno quello che fanno le bobine attive.

### Effetti del controllo attivo sul plasma

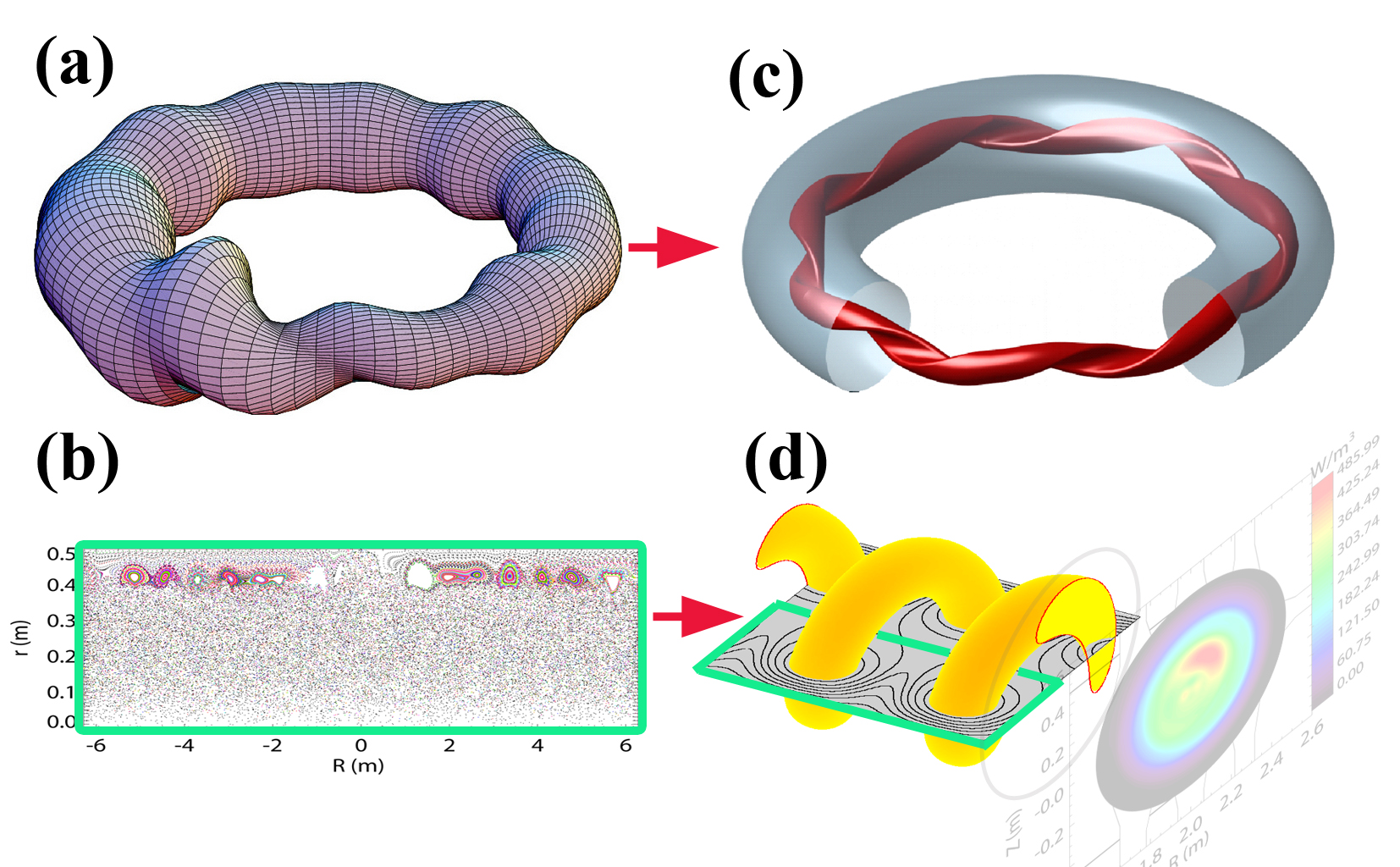
Figura 2: Rappresentazione schematica dei due stati possibili di un RFP: (a) lo stato caotico, corrisponde a varie eliche che tendono a “raggrumarsi” in una posizione particolare, dove la deformazione del plasma è massima; (b) il corrispondente campo magnetico caotico all' interno del plasma (simulazione al computer con il codice ORBIT). (c) l'ordine magnetico elicoidale a cui corrisponde (d) una sola elica calda all'interno del plasma.

Per potere funzionare, il sistema di controllo attivo deve essere molto veloce: la velocità è principalmente determinata dalla scala di tempo dell'evoluzione delle instabilità magnetoidrodinamiche (molte "eliche"), che è dell'ordine del millesimo di secondo. Quindi, anche l'azione delle bobine attive in RFX-mod deve avvenire su ordini di tempo di qualche millesimo di secondo.
Nel corso del decennio 2005-2015 sono stati provati diversi scenari sperimentali, allo scopo di ridurre quanto possibile le instabilità magnetoidrodinamiche del plasma. Un esempio è riportato nella Figura 2, e mostra l'effetto macroscopico che si può ottenere a partire da un controllo locale del campo magnetico esterno: la presenza contemporanea di molte instabilità magnetoidrodinamiche è una sorgente naturale di turbolenza e, in quanto le eliche manifestano una forte tendenza a collassare, "raggrumandosi" (blocco delle fasi) in corrispondenza a una posizione fissa, decisa da qualche disomogeneità del sistema di contenimento (camera da vuoto e sistema magnetico). Poiché le particelle cariche tendono a seguire, nel loro moto di Larmor le linee di campo magnetico, il "grumo" è una posizione preferenziale di perdita di particelle calde verso la parete, nonché sorgente di caos in buona parte del volume del plasma (pannelli (a) e (b) nella Figura 2). Il risultato pratico finale è un flusso di calore localizzato verso la parete, che può danneggiare o addirittura rompere le mattonelle di grafite che coprono la superficie interna della camera da vuoto (in questi casi, senza controllo attivo, si sono registrate temperature delle mattonelle di quasi 2000 °C, vedi Figura 3(c)).
I plasmi di RFX già spontaneamente oscillano fra condizioni più deformate e caotiche (Figura 2 (a) e (b)) e condizioni più ordinate e dotate di simmetria elicoidale (Figura 2 (c) e (d)). È interessante sottolineare che fenomeni di auto-organizzazione sono tutt'altro che rari in natura: esempi si trovano in astrofisica per quanto riguarda la struttura dei campi magnetici intorno ai corpi celesti. In RFX, il raggiungimento dello stato spontaneamente ordinato si raggiunge tramite la crescita di una sola elica-instabilità, e per questo lo stato ordinato viene anche chiamato singola elicità.

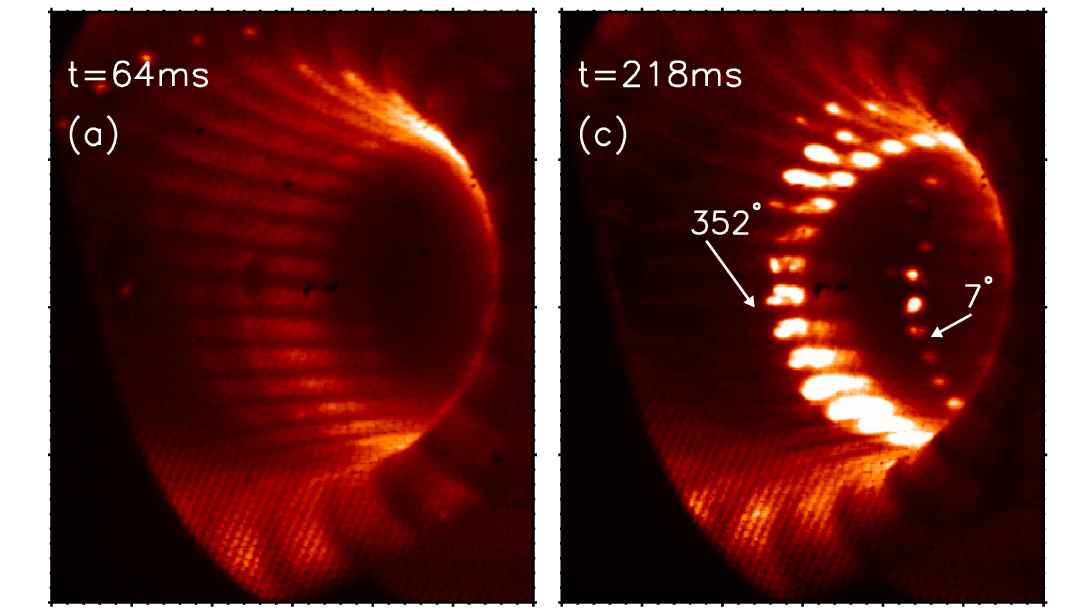
Figura 3: Emissione di riga del Carbonio III sulla parete in grafite di RFX: (a) nello stato a singola elicità, (c) nello stato caotico. Figura adattata da

I principali vantaggi della singola elicità si possono riassumere come segue:
- riduzione del "grumo" sulla superficie del plasma (vedi Figura 2 (a));
- riduzione dell'interazione con la parete[12]: in Figura 3 è evidente che in singola elicità, pannello (a), l'interazione con la parete è minore che nel caso caotico, mostrato nel pannello (c);
- riduzione o completa eliminazione del caos nell'interno del plasma (vedi Figura 2 (b));
- possibilità di riscaldare la regione interna del plasma, che assume una forma a "fagiolo" (vedi Figura 2 (d));
- possibilità (per ora teorica) di aumentare la corrente del plasma, senza applicare una tensione aggiuntiva.

Uno dei maggiori risultati del controllo attivo è stato appunto quello di riuscire a indurre in modo quasi continuo, per tutta la durata della scarica, gli stati a singola elicità che prima dell'applicazione del feedback si potevano ottenere solo sporadicamente, e in modo intermittente. La contemporanea riduzione dell'interazione con la parete del tipo della Figura 3 ha permesso di raggiungere le specifiche tecniche della massima corrente di 2 MA.

## Sperimentazione attuale e piani futuri
Attualmente l'esperimento è in fase di "shutdown" (chiusura) per permettere le modifiche di RFX-mod2. I principali risultati ottenuti su RFX-mod nel decennio 2005-2015 si possono sintetizzare come segue:
- Il principale contributo, per cui RFX-mod si può giustamente definire unico al mondo, è il controllo attivo tramite la copertura completa delle 192 bobine a sella. In questo campo, RFX-mod ha contribuito a dare un significativo avanzamento nella comprensione degli aspetti tecnologici e di fisica del controllo attivo, che è stato condotto in collaborazione con laboratori stranieri (per esempio, ASDEX Upgrade e DIII-D)[13];
- Il controllo attivo delle instabilità ha permesso di scoprire e di sostenere lo stato elicoidale[11] del RFP, che avvicina questa configurazione allo stellarator;
- Ha contribuito allo studio della fisica del plasma a correnti elevate, 1.5-2 MA, per esempio per quanto riguarda il limite di Greenwald, che impone un valore massimo al rapporto densità/corrente del plasma[14];
- Ha contribuito alla comprensione della configurazione Tokamak in un ambito di parametri di plasma diverso, con parametro di sicurezza al bordo {\displaystyle q_{a}\leq 2}, aggiungendo quindi dati importanti per il database di ITER[1];
- Ha avanzato la conoscenza della turbolenza del plasma di bordo, con strumenti di misura sofisticati[15].

## Sviluppi correnti: RFX-mod2 e il progetto MIAIVO
Allo scopo di migliorare ulteriormente il controllo delle instabilità del plasma, è stata avviata nel 2018 la modifica RFX-mod2 la quale prevede l'avvicinamento del plasma ai sistemi di controllo, tramite la rimozione della camera da vuoto. In questo modo la scocca stabilizzatrice di rame sarà direttamente affacciata al plasma, riducendo al minimo il campo magnetico radiale {\displaystyle B_{r}} e quindi massimizzando il confinamento del RFP. Nel contempo, il ruolo di tenuta del vuoto sarà svolto dalla struttura meccanica di supporto. Questa modifica consentirà anche l'aumento del volume del plasma.
La modifica richiede un investimento di oltre 4 milioni di € in ricerca e sviluppo ed è co-finanziata dalla Regione Veneto nell'ambito del Fondo Europeo di Sviluppo Regionale (FESR) con il nome di progetto MIAIVO.
Il progetto MIAIVO è terminato nel 2021. Attualmente le modifiche di RFX-mod2 rientrano in un ulteriore progetto nell'ambito del Piano Nazionale di Ripresa e Resilienza (PNRR): il nome del progetto è NEFERTARI (New Equipment for Fusion Experimental Research and Technological Advancements with Rfx Infrastructure).